# Matthew Gentzkow
Matthew Gentzkow, né le 27 avril 1975, est un économiste américain. Il est spécialiste de l'économie des médias et a reçu en 2014 la médaille John Bates Clark décernée par l'American Economic Association à un économiste de moins de 40 ans.
En comparant la participation électorale par ville en fonction de la date d'introduction de la télévision aux États-Unis, il a  montré que l'introduction de la télévision a un fort effet sur la baisse de la participation électorale. Cet effet s'explique principalement par une baisse de la lecture des journaux et de l'écoute de la radio qui conduisent à une baisse des connaissances politiques.

## Publications
- (en) Matthew Gentzkow, « Television and Voter Turnout », Quarterly Journal of Economics, vol. 121,‎ août 2006 (lire en ligne, consulté le 7 juin 2011)
- (en) Matthew Gentzkow et Jesse Shapiro, « Preschool Television Viewing and Adolescent Test Scores: Historical Evidence from the Coleman Study », Quarterly Journal of Economics, vol. 123,‎ février 2008 (lire en ligne, consulté le 7 juin 2011)